# Ánimas Trujano
Para el municipio del mismo nombre, véase Municipio de Ánimas Trujano
Ánimas Trujano es una película mexicana del director mexicano Ismael Rodríguez. Basada en la novela La mayordomía, de Rogelio Barriga Rivas, se estrenó en 1961 y fue protagonizada por el actor japonés Toshirō Mifune —esta fue la única película que filmó en México—, caracterizado como un problemático e irresponsable indígena oaxaqueño que aspira a convertirse en el mayordomo del pueblo.

## Argumento
Ánimas Trujano es un indígena arisco, jugador, borracho e irresponsable de un pequeño pueblo de Oaxaca. Su más grande deseo es ser escogido algún día mayordomo de su pueblo, título anual otorgado por el párroco local. Este gran honor generalmente se entrega al ciudadano más rico y respetable, quien será el encargado de poner todo el dinero para una fiesta anual de la Virgen, a la que todo el pueblo está invitado. El motivo que Ánimas tiene para ser mayordomo no es el de complacer al pueblo, sino el de ganar el respeto y la admiración de la localidad. Ánimas tiene una esposa fiel y trabajadora, Juana (Columba Domínguez), a quien engaña con la prostituta del pueblo, Caterina (Flor Silvestre). Cuando la hija mayor de Trujano queda encinta del hijo del latifundista local, Ánimas, cegado por la ambición, vende el bebé al latifundista (Eduardo Fajardo) para obtener el dinero que lo hará candidato a obtener el título de mayordomo de las festividades locales.
Narciso Busquets dobló la voz de Toshiro Mifune, tal y como confirmó el propio director del filme en una entrevista. Mifune aprendió los diálogos fonéticamente, dando un perfecto movimiento de diálogo, lo que, unido al similar timbre de voz de ambos actores, ha llevado en ocasiones a pensar que no hubo doblaje.

## Reparto
- Toshiro Mifune ... Ánimas Trujano
- Columba Domínguez ... Juana
- Flor Silvestre ... Caterina
- Pepe Romay ... Pedrito
- Titina Romay ... Dorotea
- Amado Zumaya ... Compadre
- José Chávez ... Brujo
- Luis Aragón ... Tendero
- Juan Carlos Pulido ... Belarmino
- Magda Monzón
- Jaime J. Pons ... Carrizo
- David Reynoso ... Criton
- Eduardo Fajardo ... El Español
- Antonio Aguilar ... Tadeo

## Premios y reconocimientos
La película fue nominada al Premio Oscar y al Globo de Oro como mejor película extranjera en 1962.